# Rainer Mausfeld
Rainer Mausfeld (* 22. Dezember 1949 in Iserlohn) ist ein deutscher Psychologe.
Er war Professor für Allgemeine Psychologie an der Universität Kiel, 2016 wurde er emeritiert. Seine wissenschaftlichen Schwerpunkte sind Wahrnehmungspsychologie, Kognitionswissenschaft und Geschichte der Psychologie. Seine seit 2015 veröffentlichte Kritik an der repräsentativen Demokratie und an den Funktionen der Massenmedien wird in den Medien kontrovers beurteilt. Einem breiten Publikum wurde er durch den Bestseller Warum schweigen die Lämmer und durch Vorträge und Artikel bekannt.

## Ausbildung und akademische Laufbahn
Mausfeld studierte von 1969 bis 1979 Psychologie, Mathematik und Philosophie an der Rheinischen Friedrich-Wilhelms-Universität Bonn und Mathematische Psychologie an der Universität Nijmegen. Anschließend war er bis 1981 Referent am Institut für Test- und Begabungsforschung der Studienstiftung des deutschen Volkes in Bonn.
1984 promovierte Mausfeld an der Universität Bonn zur Fechner-Skalierung. Im Mittelpunkt der Arbeit stehen die Prinzipien der Konstruktion psychophysikalischer Diskriminationsskalen.
1987 war er Visiting Research Professor an der University of California, Irvine.
1990 wurde Mausfeld in Bonn mit Forschungsarbeiten vor allem zur Wahrnehmungspsychologie habilitiert und nahm 1992 eine Professur für Allgemeine Psychologie an der Universität Mannheim an.
1993 wechselte er an die Universität Kiel. Dort lehrte er bis zu seiner Emeritierung nach dem Wintersemester 2015/2016.

## Mitgliedschaften und Funktionen
Mausfeld leitete das DFG-Projekt Farbkonstanz und war 1995 bis 1996 Leiter einer internationalen Forschungsgruppe am Zentrum für Interdisziplinäre Forschung (ZiF) in Bielefeld.
Seit 2004 ist Mausfeld Mitglied der Deutschen Akademie der Naturforscher Leopoldina in ihrer Sektion Psychologie und Kognitionswissenschaft.

## Schwerpunkte der Forschungsarbeit
Ein Schwerpunkt der universitären Arbeit Mausfelds ist seit seiner Dissertation die Wahrnehmungspsychologie. Dabei steht besonders die Farbwahrnehmung im Vordergrund seiner Untersuchungen. Mausfeld analysierte im Zusammenhang mit seinen Forschungen auch die theoretischen Grundlagen der experimentellen und der verstehenden Psychologie. Das Thema der Psychophysik Fechners und der Fechnerschen Skalierungen bildet dafür den Ausgangspunkt.
Mausfelds weitere wissenschaftlichen Arbeitsschwerpunkte sind nach Angaben bei der Leopoldina „… Konzeptformen des Wahrnehmungssystems, auf deren Grundlage physikalische Inputs Bedeutungskategorien aktivieren können, architekturale Grundlagen der Befähigung zur gleichzeitigen Einnahme multipler mentaler Perspektiven, Struktur und computationale Prinzipien interner Kausalanalysen, durch die sich u. a. innenverursachte mentale Aktivitäten von außenverursachten trennen lassen.“
Als weiteres Gebiet nennt Mausfeld die Ideengeschichte der Naturwissenschaften, besonders des 17. Jahrhunderts; dabei steht die Geschichte der Wahrnehmungspsychologie im Vordergrund.
Er befasste sich mit der Rivalität von Kognitionspsychologie und kognitiven Neurowissenschaften in der Kognitionswissenschaft: Ein Hauptproblem des Verhältnisses von Psychologie und Biologie sieht er im neurologischen Neo-Reduktionismus. Die Besonderheit des Geistigen sieht er im Gegensatz zu biologistischen Ansätzen unter anderem in der intrinsischen Multiperspektivität des Geistes.
Seit 2009 publiziert Mausfeld zudem zu ethischen und politischen Aspekten der Psychologie, etwa bei ihrer Beteiligung an der Erforschung und Entwicklung der Methodik der Weißen Folter.
Seit 2015 hält Mausfeld Vorträge und publiziert Aufsätze und Monografien zu politischer Propaganda und Manipulation sowie zur Analyse und Kritik der repräsentativen Demokratie.

### Farbwahrnehmung
Laut Mausfeld bildet die Psyche physikalische Daten der Farbwahrnehmung nicht bloß ab. Er kritisiert eine atomistische Auffassung der Wahrnehmungspsychologie, die Wahrnehmungen aus dem Zusammenwirken einfacher Faktoren erklärt („Messinstrumentkonzeption der Wahrnehmung“). Entscheidend für die Farbwahrnehmung sei vielmehr der Gesamtzusammenhang der visuellen Wahrnehmung. Die Sinnesempfindung (sensation) ist nach Darstellung Mausfelds immer auch Wahrnehmung im Sinne von Perzeption. Die Sinne seien Werkzeuge des Geistes. Ein Beispiel für den Einfluss des Geistes auf die Wahrnehmungsverarbeitung ist nach seinem Verständnis auch die Pareidolie.

### Natur, Bewusstsein und Freiheit
Nach Mausfeld genügt die Kenntnis neuronaler Verschaltung und Aktivität nicht, um Bewusstsein und Denkvorgänge zu erklären. Schon das Verhalten vergleichsweise unterkomplexer Lebewesen wie Nematoden könne nicht aus der Neuronenaktivität erklärt werden. Die Beziehung zwischen Natur und Geist muss nach Mausfelds Auffassung daher unterhalb der neuronalen Ebene im Physikalischen liegen. Dieser Zusammenhang zeige sich auch darin, dass uns die Natur rätselhafter sei als unser Bewusstsein. Das Besondere des Bewusstseins sieht Mausfeld in der Einfachheit und Ganzheit des subjektiven Erlebens, das sich dem Psychologen jedoch als komplexes Zusammenwirken teilweise unbewusster Faktoren enthüllt. Erst die dadurch ermöglichte „intrinsische Multiperspektivität“ des Denkens eröffne dem Menschen nach Mausfeld die Möglichkeit zu Denk- und Handlungsalternativen. Dies bedeutet, dass der Mensch dieselbe Wahrnehmung unterschiedlich organisieren kann, was etwa bei sogenannten Kipp-Bildern, aber auch in der gesamten Metaphorik der menschlichen Sprache deutlich wird. Diese Leistung der Organisation der Wahrnehmung erklärt Mausfeld durch eine komplexe Funktionsarchitektur, bei der biologische Vorprägungen, Verknüpfungs-Mechanismen zwischen Sinnesreiz und Wahrnehmung und semantische Muster zusammenwirken.

### Weiße Folter und Verantwortung der Wissenschaft
Mausfeld stellt in seiner Arbeit dar, welchen Anteil Psychologen an der Entwicklung, Anwendung und Rechtfertigung moderner Methoden der Weißen Folter haben. Diese ziele nicht, wie behauptet, auf Informationsgewinnung, sondern auf die Brechung des Willens, Disziplinierung, Demütigung und Erniedrigung ihrer Opfer. Seiner Darstellung nach nahmen das Präsidium der American Psychological Association (APA) und das Verteidigungsministerium der Vereinigten Staaten Einfluss auf eine Arbeitsgruppe der APA, um in eine Untersuchung der Mitwirkung von Psychologen bei Foltermaßnahmen einzugreifen. Mausfeld definiert am Beispiel der Folterforschung ethische und juristische Prinzipien und Grenzen wissenschaftlicher Arbeit. Die Beachtung der Menschenrechte hält er ethisch und juristisch für uneingeschränkt verbindlich.

## Demokratie- und medienkritische Beiträge

### Vorträge und Artikel
Mausfeld schrieb unter anderem Beiträge für den Rubikon und stellte seine Thesen in RT, KenFM, der SWR Tele-Akademie, spektrum.de, pressenza.com, den NachDenkSeiten und activism.org dar.

### Warum schweigen die Lämmer?(2015)
In der Einleitung der Publikation mit dem Untertitel Wie Elitendemokratie und Neoliberalismus unsere Gesellschaft und unsere Lebensgrundlagen zerstören stellt Mausfeld seine Hauptthese dar: Die Begriffe Demokratie und Freiheit seien in einer an George Orwell erinnernden Weise verfälscht worden. In ihrer gegenwärtigen Form sei die Schumpeter’sche repräsentative Demokratie lediglich eine „Wahloligarchie“ und Freiheit sei lediglich Handlungsmöglichkeit der ökonomisch Mächtigen.
Bei seiner kritischen Analyse des politischen Systems stützt er sich unter anderem auf die Arbeiten von Ingeborg Maus und Alex Carey. Die Machtsicherung der neuen Machtelite, die hauptsächlich Finanzelite sei, vollziehe sich in neuen Formen der Transformation der Macht und der Manipulation des Bewusstseins, um Macht „unsichtbar zu machen“.
Eine entscheidende Rolle spielen dabei seiner Auffassung nach die Medien. Medien hätten in kapitalistisch organisierten Gesellschaften vor allem eine systemstabilisierende Funktion. Er stützt sich auch auf das von Noam Chomsky und Edward S. Herman entworfene Propagandamodell.

Aus Sicht der herrschenden Eliten sei es gewollt und erwünscht, dass sich die Bevölkerung über die Gier von Bankern, die Verlogenheit von Politikern, die intellektuelle Korruptheit von Journalisten oder die Grausamkeit oder den Sadismus von Folterexperten ereifere,
„also über Eigenschaften von Personen, die gerade das Produkt tieferliegender, struktureller Bedingungen sind und in deren Kontext geradezu Qualifikationsmerkmale darstellen – und dabei die strukturellen und institutionellen Ursachen und somit die eigentlichen Zentren der Macht aus dem Blick verliert! Unsere vordringliche Aufgabe ist es daher, Einsichten in diese strukturellen Bedingungen zu gewinnen.“
Der Neoliberalismus sei eine rational auftretende Ideologie, der es gelungen sei, sich als Rahmenerzählung zu etablieren und sich als scheinbar alternativlose Wirklichkeitsdeutung durchzusetzen.
Als drei besonders wichtige Techniken der Propaganda (hinsichtlich des Meinungsmanagements) stellt Mausfeld die Informationsüberflutung, die Fragmentierung und die Dekontextualisierung/Rekontextualisierung von Nachrichten dar, weil durch alle drei Techniken tatsächliche Ereignisse und Zusammenhänge unsichtbar gemacht würden.

### Phänomene eines „Tiefen Staates“ als Erscheinungsformen des autoritären Kapitalismus (2017)
Der Aufsatz Mausfelds im Sammelband Fassadendemokratie und Tiefer Staat. Auf dem Weg in ein autoritäres Zeitalter, herausgegeben von Ullrich Mies und Jens Wernicke, vertritt die These, die repräsentative Demokratie diene seit altersher dem ausdrücklichen Zweck, „dem Volk die Befähigung zu einer Selbstgesetzgebung ebenso abzusprechen wie überhaupt das Recht, ein eigenständiger politischer Akteur zu sein.“ Die eigentlichen Zentren der Macht, wie etwa die großen Medienkonzerne, seien für die Bevölkerung weitgehend unsichtbar und demokratisch nicht abwählbar, sie unterlägen keiner öffentlichen Rechenschaftspflicht und seien in extremer Weise autoritär organisiert.
Die Frage, wie Herrschaft organisiert ist, lässt sich nach Mausfeld empirisch beantworten: Die tatsächlichen Zentren politischer Macht lägen nach bekannten Untersuchungen weit außerhalb jeder demokratischen Kontrolle und würden zugleich praktisch alle grundlegenden politischen Entscheidungen bestimmen. Mit dem Beurteilungskriterium der Bundeszentrale für politische Bildung für die Frage, ob eine Herrschaftsform als Demokratie zu bezeichnen sei, sieht Mausfeld in den vorliegenden empirischen Analysen den Beweis dafür, „dass westlich-kapitalistische Demokratien tatsächlich eine neuartige Form totalitärer Herrschaft darstellen“.
Die Konzeption eines „tiefen Staates“ wie von Mike Lofgren dargestellt, lehnt Mausfeld jedoch als zu einfach ab, da dieser Begriff „konkretistische Ursachenzuschreibungen in personalen Kategorien“ enthalte, die zu einer Mystifizierung der eigentlichen und subtileren Mechanismen der sozialen Kontrolle führten.

### Angst und Macht(2019)
In seinem 2019 erschienenen Buch Angst und Macht – Herrschaftstechniken der Angsterzeugung in kapitalistischen Demokratien vertritt Mausfeld die These, der Zwang zur Lohnarbeit stelle in kapitalistischen Demokratien den Hauptfaktor der Erzeugung gesellschaftlicher Angst dar, die sich für Machtzwecke manipulativ ausbeuten lasse. Die drei traditionellen Hauptmethoden der Angsterzeugung sieht er mit Ingeborg Maus und Günter Frankenberg in der Entformalisierung und Refeudalisierung des Rechts durch systematische Verwendung von „Gesetzesattrappen“ in Form unbestimmter Rechtsbegriffe, außerdem in der „Ideologie der Meritokratie“ sowie in der Psychotechnik der „propagandistischen Erzeugung von vorgeblichen Bedrohungen“.
Zu den modernen „neoliberalen Methoden“ zählt Mausfeld die Ökonomisierung aller Lebensbereiche, die Ideologie der gesellschaftlichen Undurchschaubarkeit und Unbeeinflussbarkeit, die Prekarisierung, die Ideologie des unternehmerischen Selbst und die neoliberale „Traumatisierungsspirale“: Den Globalisierungsopfern werde suggeriert, sie hätten ihr Schicksal selbst verschuldet, ihre Scham dafür hindere sie daran, aufzubegehren. Sie würden sich mit dem Aggressor identifizieren und meinen, ihnen sei recht geschehen.
Im Handelsblatt verglich Norbert Häring Mausfelds Publikation mit vier weiteren Büchern, die nach seiner Auffassung die aktuelle Wendung zur erneuten kritischen Infragestellung oder Rechtfertigung des kapitalistischen „Systems“ belegen. Mausfeld, dessen Darstellung radikaler und grundsätzlicher sei als die Arbeiten Plumpes, Andersons, Rajans und Colliers, thematisiere hauptsächlich die Mechanismen, mit denen die vom Kapitalismus erzeugte Angst als Herrschaftsinstrument der Eliten verstärkt und missbraucht werde. Ohne die Erzeugung von Existenzangst sei der Kapitalismus nicht funktionsfähig.
Nach Auffassung von Julia Lührs (wdr5) traf Mausfeld mit seiner Publikation einen Nerv. Der „verordnete Kampf gegen den Terror“ sei für Mausfeld das beste Beispiel für Angst als Herrschaftstechnik. Er zeige, wie schnell Menschen bereit seien, ihre Menschlichkeit aufzugeben, denn wer sich vor Terrorismus fürchte, sei eher bereit, politische harte Entscheidungen mitzutragen.

### Tamtam und Tabu(2020)
In der Gemeinschaftspublikation mit Daniela Dahn stellt Mausfeld im Kapitel Wende wohin? (S. 101–120) dar, wie die Chance der Neugründung der Demokratie bei der Wiedervereinigung Deutschlands ausgeschlagen wurde. Das Kapitel geht auf die Rede zurück, die Rainer Mausfeld am 9. Oktober 2019 in der Kreuzkirche gehalten hatte. Mausfeld stellt in den Wohlstandsversprechen an alle die „illusionserzeugende Kraft der westlichen Ideologie“ dar. Diese Ideologie verschleiert die Herrschaftstechnik der Eliten, die nach Mausfelds Auffassung darin besteht, die Gesellschaft zu spalten und „fundamentalen Dissens zu zersetzen“, mit dem Ziel, das Recht des Stärkeren gegen die zivilisatorische egalitäre Leitidee der „ungeteilten gesetzgebende Souveränität“ der Machtunterworfenen durchzusetzen.
In einem gemeinsamen Gespräch Eine einmalige Gelegenheit (S. 135–210) vertiefen die Autoren ihre gemeinsame Analyse. Es handelt sich dabei um fünf Teilgespräche mit den Titeln: Wie sich die verwirrte Herde auf Trab halten lässt; Wendevorgänge und manipulierte Geschichtsschreibung über die DDR; Was sind freie Wahlen?; Über die Hoffnung auf eine Wende, die den Namen verdient; Hat das Virus die Demokratie befallen?

### Hybris und Nemesis(2023)
Mausfelds These ist, dass Demokratie ihrer ursprünglichen Bedeutung beraubt wurde. In einer umfangreichen historischen Darstellung, die in die europäische Antike aber auch in die Frühgeschichte außereuropäischer Kulturen zurückreicht, rekonstruiert er die Bedeutungsentwicklung des Begriffs, vor allem aber die realen Herrschaftsverhältnisse. Nur wenn Macht und Reichtum "zivilisatorisch" eingehegt werden, kann Demokratie im eigentlichen Sinne als gemeinwohlorientiert (Republik), Chancengleichheit gewährend, Freiheit sichernd, Öffentlichkeit bietend und Partizipation ermöglichend gedeihen. Er zeigt an vielen Beispielen auf, wie dieses Ideal der Einhegung und Zivilisierung durch Machteliten ideologisch manipuliert und konterkariert wird. Kapitalismus und Demokratie sind nach Auffassung Mausfelds grundsätzlich unvereinbar. Er nimmt oft Bezug auf die Vorarbeiten Sheldon Wolins und widmet seinem Konzept des umgekehrten Totalitarismus ein eigenes Kapitel.

## Rezeption

### Wissenschaft
Mausfelds Beiträge zu Medien- und Kapitalismuskritik weisen nach Ansicht des Amerikanisten und Verschwörungstheorie-Forschers Michael Butter „stark populistische und mitunter auch verschwörungstheoretische Züge“ auf. Von seinem Fachgebiet her habe Mausfeld „keine besondere Kompetenz auf den Gebieten, zu denen er sich in den letzten Jahren immer wieder medienwirksam geäußert hat“, werde aber als Professor „von Teilen seines Publikums“ als Autorität dazu wahrgenommen.
Der Kommunikationswissenschaftler Michael Meyen bezeichnet Mausfelds Position als perspektivisch und radikaldemokratisch. Mausfeld interessiere das innerpsychische Spannungsverhältnis: Wie schaffen wir es, unsere persönlichen Wünsche und die Perspektive gemeinsamer sozialer und ökologischer Interessen zusammenzubringen? Dabei vertrete Mausfeld ähnlich wie Ingeborg Maus eine egalitäre Vision: Die Anerkennung aller als Freie und Gleiche ungeachtet ihrer faktischen Differenzen.

### Film und Fernsehen
Mausfeld wurde 2015 bei Phoenix von Michael Krons in der Sendung Im Dialog zum Gespräch eingeladen. Thema war, wie schnell Menschen bereit seien, im Kampf gegen den Terror ihre Menschlichkeit aufzugeben.
2018 strahlte der SWR in der Reihe Teleakademie eine Sendung mit einem Vortrag Mausfelds aus: Elitendemokratie und Meinungsmanagement. Hat sich die Vorstellung vom „mündigen Bürger“ überlebt? Im Vortrag wird diese Frage anhand der Lippmann-Dewey-Kontroverse erörtert.

## Politisches Engagement
Im Februar 2023 war Mausfeld Erstunterzeichner einer von Sahra Wagenknecht und Alice Schwarzer initiierten Petition (Manifest für Frieden) an Bundeskanzler Olaf Scholz, die zur Beendigung der militärischen Unterstützung der Ukraine im Zuge des russischen Überfalls und zu Verhandlungen aufruft.

## Privates
Mausfeld lebt in Dänisch-Nienhof und ist mit der Diplom-Psychologin und Psychoanalytikerin Gisela Bergmann-Mausfeld verheiratet.

## Schriften (Auswahl)
- Hybris und Nemesis: Wie uns die Entzivilisierung von Macht in den Abgrund führt – Einsichten aus 5000 Jahren. Westend 2023. ISBN 978-3-86489-407-7.
- Vorwort zu: Umgekehrter Totalitarismus: Faktische Machtverhälnisse und ihre zerstörerischen Auswirkungen auf unsere Demokratie, übersetzt von Julien Karim Akerma, Westend-Verlag, Frankfurt am Main 2022, ISBN 978-3-86489-348-3.
- mit Daniela Dahn: Tamtam und Tabu. Meinungsmanipulation von der Wendezeit bis zur Zeitenwende. 260 Seiten, aktualisierte und erweiterte Neuauflage, Westend, Frankfurt am Main 2022, ISBN 978-3-86489-915-7.
- Angst und Macht – Herrschaftstechniken der Angsterzeugung in kapitalistischen Demokratien. Westend, Frankfurt am Main 2019, ISBN 978-3-86489-281-3.
- Warum schweigen die Lämmer? Wie Elitendemokratie und Neoliberalismus unsere Gesellschaft und unsere Lebensgrundlagen zerstören. (2015) 3. Auflage, Westend, Frankfurt am Main 2018, ISBN 978-3-86489-225-7. (Memento vom 18. November 2017 im Internet Archive)
- Massenmediale Ideologieproduktion. In: Jens Wernicke: Lügen die Medien? Propaganda, Rudeljournalismus und der Kampf um die öffentliche Meinung. Westend, Frankfurt am Main 2017, S. 134–153.
- Foltern ohne Spuren. Psychologie im Dienste des »Kampfes gegen den Terrorismus«. In: Wissenschaft und Frieden. Heft 1 (Thema Intellektuelle und Krieg.), 2010, S. 16–19. wissenschaft-und-frieden.de, (Volltext)
- Weiße Folter. Psychologie im Krieg gegen den Terror. In: Blätter für deutsche und internationale Politik. Band 54, 2009, S. 90–100.
- Psychologie, Weiße Folter und die Verantwortlichkeit von Wissenschaftlern. In: Psychologische Rundschau. Jahrgang 60, 2009, S. 229–240. (uni-kiel.de, PDF).
- Wahrnehmungspsychologie: Geschichte und Ansätze. In: Joachim Funke, Peter A. Frensch (Hrsg.): Handbuch der Allgemeinen Psychologie – Kognition. Hogrefe, Göttingen 2006, ISBN 3-8017-1846-8. (uni-kiel.de PDF; 43 kB).
- Über die Bedingungen der Möglichkeit von Lernen. In: Marie L. Käsermann, Andreas Altorfer (Hrsg.): Über Lernen. Ein Gedankenaustausch. EditionSolo, Bern 2005, ISBN 3-9522759-5-6, S. 218–236.
- mit Onur Güntürkün: Wissenschaft im Zwiespalt. In: Gehirn&Geist. Heft 7–8, 2005.
- mit Dieter Heyer (Hrsg.): Colour perception. Mind and the physical world. Oxford University Press, Oxford 2004, ISBN 0-19-850500-0.
- mit Dieter Heyer (Hrsg.): Perception and the physical world: Psychological and philosophical issues in perception. Wiley, 2002, ISBN 0-471-49149-7.
- mit Edgar Erdfelder, Thorsten Meiser, Georg Rudinger (Hrsg.): Handbuch Quantitative Methoden. Beltz, Weinheim 1996, ISBN 3-621-27280-1. (bib.uni-mannheim.de, Online-Ausgabe von 2019 mit den meisten Volltexten auf den Seiten der Universitätsbibliothek Mannheim).
- mit Jum C. Nunnally und Ira H. Bernstein: Psychometric Theory. 3. Auflage. McGraw-Hill, New York 1994, ISBN 0-07-047849-X.
- Grundzüge der Fechner-Skalierung. Prinzipien der Konstruktion psychophysikalischer Diskriminationsskalen. Peter Lang, Bern 1985, ISBN 3-8204-5240-0.